# ام‌اس‌ایکس
ام‌اس‌ایکس (به انگلیسی: MSX) نام یکی از گونه‌های رایانه خانگی است که در سال ۱۹۸۰ توسط کازوهیکو نیشی و سپس مایکروسافت به عوان نسلی نو و پیشرو در زمینه رایانه‌های خانگی ابداع شد. گفته می‌شود که مایکروسافت این محصول را برای ایجاد یک استاندارد واحد در میان سایر مشابهات این محصول در نظر گرفته بود.
این محصول باتوجه به آن‌که همکاری مستقیم مایکروسافت را در طراحی خود می‌دید، مورد اقبال عمومی در ایالات متحده و بریتانیا قرار نگرفت. به‌هرحال ام‌اس‌ایکس در بازارهای دیگر محبوبیت خاصی را پیدا کرد. این محصول ۵ میلیون نسخه در سطح جهانی به فروش رسید. این رایانه خانگی در ژاپن، اروپا و برزیل عرضه شد.